# Stazione di Kōroen
La stazione di Kōroen (久寿川駅?, Kōroen-eki) è una stazione ferroviaria della città di Nishinomiya nella prefettura di Hyōgo in Giappone. Dista 17,8 km ferroviari dal capolinea di Umeda.

## Linee
Ferrovie Hanshin
■ Linea principale Hanshin

## Struttura
La fermata è situata su viadotto, e costituita da due binari passanti e due marciapiedi laterali. Al piano inferiore si trova il mezzanino con gli accessi ai binari e la biglietteria automatica.
| 1 | ■ Linea principale Hanshin | per Amagasaki, Umeda, Ōsaka Namba e Kintetsu Nara |
| 2 | ■ Linea principale Hanshin | per Uozaki, Sannomiya, Akashi e Himeji            |

## Stazioni adiacenti
| «                                 | Servizio                 | »                        |
| Linea principale Hanshin          | Linea principale Hanshin | Linea principale Hanshin |
| --------------------------------- | ------------------------ | ------------------------ |
| Nishinomiya                       | Locale                   | Uchide                   |
| Imazu ←                           | Esp. lim. sezionale      | ← Uchide                 |
| Tutti gli altri treni non fermano |                          |                          |